# Pablo Maria de la Cruz
Pablo Alonso Hidalgo (en religion Pablo Maria de la Cruz ou, en français, Paul Marie de la Croix), né en 2002 et mort le 15 juillet 2023 à Salamanque (Castille-et-Leon), est un religieux carme espagnol, connu pour avoir prononcé ses vœux in articulo mortis. Son histoire a eu un certain écho dans la presse espagnole.

## Biographie

### Jeunesse et spiritualité
Originaire de Salamanque, Pablo Alonso Hidalgo ressent très tôt un grand amour pour Jésus qu'il n'hésite pas à appeler son « Bien-Aimé ». Joyeux et sociable, il éprouve en outre une grande dévotion pour saint Rafael Arnaiz et le bienheureux Carlo Acutis dont il cite souvent les paroles.
Il étudie l'informatique à l'Université pontificale de Salamanque. On le sait aussi membre du Chemin néocatéchuménal.

### Maladie et mort
Pablo apprend qu'il est atteint du sarcome d'Ewing à l'âge de 15 ans. Cette forme de cancer des os ne lui laisse que peu de chances de survie à long terme, mais agit comme un déclencheur sur sa vocation religieuse. C'est vers cette période qu'il commence à être accompagné spirituellement, et qu'il se rapproche de la communauté carme de Salamanque. Son souhait est de devenir frère carme.
En 2023, alors que son état de santé s'est considérablement dégradé depuis plusieurs années, il est autorisé par une dispense spéciale à prononcer ses vœux perpétuels dans la congrégation des Carmes déchaux. La cérémonie se déroule à l'église del Carmen de Abajo de Salamanque le 25 juin 2023.
Le 11 juillet 2023, Pablo entre dans ce qu'il appelle sa « nuit obscure » (en référence à Jean de la Croix). Le lendemain, alors qu'il est hospitalisé à l’hôpital universitaire de Salamanque, le jeune carme rédige une lettre à l'intention du pape François dans laquelle il témoigne de sa profonde sérénité face à la mort et de sa volonté d'être spirituellement présent aux Journées mondiales de la jeunesse qui doivent débuter le 1er août à Lisbonne (ne sachant pas, cependant, s'il sera encore vivant à cette date). Pablo retourne ensuite au couvent carme de Salamanque pour y finir ses jours. C'est là qu'il s'éteint le 15 juillet 2023, à l'âge de 21 ans. Ses funérailles sont célébrées le 17 juillet dans l'église del Carmen de Abajo. La veille de sa mort, il fait encore preuve de bonne humeur. A un prêtre qui lui demande s'il aime Jésus, Pablo répond avec humour : « Eh bien, je l'ai épousé, alors imaginez ! ».
Le 29 juillet 2023, sa lettre est officiellement envoyée au pape François qui en prend connaissance par l'intermédiaire de la journaliste Eva Fernandez, correspondante au Vatican pour la radio espagnole COPE.

## Sources et références
1. ↑  (es) « Fray Pablo María de la Cruz: "Nuestro hijo, abrazando su enfermedad, nos ha abierto el cielo" », sur COPE, 30 septembre 2023 (consulté le 26 mai 2024).
2. ↑  (en) « 21-year-old admitted to Carmelites on his deathbed », sur Aleteia — Catholic Spirituality, Lifestyle, World News, and Culture, 18 août 2023 (consulté le 26 mai 2024).
3. ↑  Philippe, « Espana: Salamanque R.I.P. "in articulo mortis"». Pablo Alonso Hidalgo Carme », sur LE PETIT PLACIDE (consulté le 26 mai 2024).
4. ↑  « “Le Ciel existe !” : la bouleversante lettre de Pablo, devenu moine sur son lit de mort », sur Aleteia, 21 août 2023 (consulté le 26 mai 2024).
5. ↑  (es) ReL, « Fray Pablo esperaba una «noche oscura» y llegó días antes de morir: pero «el Señor hizo su obra» », sur religionenlibertad.com, 27 juillet 2023 (consulté le 26 mai 2024).
6. ↑  (en-GB) O.Carm, « Pope Receives Letter From Fray Pablo », sur ocarm.org (consulté le 26 mai 2024).